# This too shall pass
«This too shall pass» es una canción de OK Go perteneciente al tercer álbum de la banda, titulado Of the blue colour of the sky. El sencillo fue lanzado en 2009 en EE. UU. y un año más tarde en Reino Unido. La banda tomó la ruta poco ortodoxa de publicar dos vídeos musicales oficiales para la canción, ambos estrenados en su canal de YouTube. 
El primer vídeo dispone de una actuación en directo de la canción en colaboración con la banda de música de la Universidad de Notre Dame, donde aparecen tocando y desfilando. La segunda versión, la más popular, cuenta con una gigantesca máquina de Rube Goldberg construido para funcionar al mismo tiempo de la canción. Este vídeo fue premiado por Youtube en 2010. 
La popularidad del segundo vídeo musical de la canción ha sido comparada con la del video de la banda por «Here It Goes Again», ayudando a impulsar las actuaciones en directo y las ventas individuales de canciones para el grupo, pero no mejoró significativamente las ventas del álbum. 

## Canción
Las letras de "This Too Shall Pass" se han escrito para alentar a su público, cargado con un poco de peso figurativo. La canción sigue la mayor parte del tema de Of the blue colour of the sky; que, de acuerdo con Damian Kulash, se trataba de «Buscar la esperanza en tiempos sin esperanza». "This Too Shall Pass" y otras canciones del álbum fueron escritas en el inicio de la recesión a finales de los años 2000.

## Vídeo musical

### Primer vídeo
El primer video de la canción fue lanzado en YouTube el 12 de enero de 2010, coincidiendo con la fecha del álbum. Dirigido por Brian L. Perkins, fue filmado en octubre de 2009 en South Bend, Indiana. En el video, los miembros de OK Go se ven en un campo con ropa de una banda de marcha. Comienzan a marchar y conforme avanza la canción, la banda se une a los miembros de la banda de música de la Universidad de Notre Dame, mucho de los cuales están camuflados. También se unió un coro de niños improvisado a partir de dos jardines infantiles locales de la ciudad.
El vídeo de banda de música se creó para reducir el tiempo entre el lanzamiento del álbum y la fecha de finalización prevista del video de Rube Goldberg. La banda había planeado originalmente lanzar la versión de la banda después del vídeo de Rube Goldberg.

### Segundo vídeo
El segundo vídeo musical de "This Too Shall Pass" fue dirigido por James Frost. Similar al de «Here It Goes Again», "This Too Shall Pass" se desarrolla en una gran nave alquilada de dos plantas en la que hay una enorme máquina de Rube Goldberg, que recorre aproximadamente media milla. Los miembros de la banda van cantando junto a la máquina, acabando disparados por una pistola de paintball que se acciona gracias a la máquina. 
La máquina está formada por muchos objetos que al caer accionan otro objeto, como un efecto mariposa. Las partes de la máquina están sincronizadas con el tiempo de la música. Frost quiso incluir un easter egg en el vídeo, incluyendo un fragmento de «Here It Goes Again» en un televisor antes de que sea aplastado por un martillo, parte de la máquina. Entre los muchos objetos que hay, aparece en el video un coche de LEGO que desciende por una pendiente en la que al fondo se muestran personajes de LEGO en un concierto de OK Go. El coche acciona unos vasos de cristal que son golpeados por una cuchara unida a una guitarra, que gira 180° imitando parte del ritmo de la canción.

#### Creación
La banda quería «Una máquina gigante en la que cantemos», una aspiración a largo plazo que surgió después de ver numerosos vídeos de Rube Goldbergs en YouTube, incluyendo los intersticiales utilizados en el programa de los niños japoneses PythagoraSwitch. Se optó por utilizar "This Too Shall Pass" para hacer que el resultado final «Majestuoso y épico», a pesar de ya haber un primer vídeo de la canción.
OK Go entró en contacto con los laboratorios Syyn para proporcionarles objetos y personal, entre ellos 60 personas, tanto electricistas, decoradores como constructores. El padre de Damian Kulash también participó en la construcción de la máquina. El equipo tuvo que trabajar con un presupuesto limitado, con la basura reciclada para muchos de los puntales en el dispositivo; después de la filmación, el costo total fue de aproximadamente 90.000$. 
El equipo evitó el uso de computadoras o los motores, para que el vídeo sea lo más natural posible. El proyecto duró seis meses, con dos meses de planificación y cuatro meses para el diseño y la filmación. El almacén donde el rodaje se llevó a cabo fue en la sección de Echo Park de Los Ángeles, y fue asegurado por Syyn Labs en noviembre de 2009. Los miembros de la banda contribuyeron en las dos últimas semanas de la construcción, después de haber pasado los últimos cuatro meses de gira. Una vez que la máquina se completó, el rodaje se alargó durante dos días para terminar el 11 de febrero, con unas 60 tomas necesarias para que la máquina funcione correctamente. En el primer día de rodaje se filmaron 47 tomas, de los cuales ninguno completó con éxito toda la máquina y fue necesario un segundo día de rodaje. Muchas de las tomas terminaron sólo 30 segundos en el proceso, al inicio del coro de la canción, donde un neumático dejaría de rodar correctamente en la siguiente sección de la máquina. Syyn Labs tenía un grupo de 30 personas para ayudar a reiniciar la máquina después de cada toma, un proceso que tomó más de una hora dependiendo de hasta qué punto la máquina funcionó. No hubo lesiones importantes durante el rodaje; Tim Nordwind fue golpeado con la pintura al final, mientras que uno de los operadores de Steadicam estuvo a punto de ser golpeado por uno de los barriles presentes al final del vídeo.
Mientras que el video fue filmado en una sola toma al menos en tres ocasiones diferentes, que planeaban sobre el uso de posedición para frenar o acelerar ciertas partes de la toma para evitar que el tiempo no sea correcto con la letra de la canción. Hay una cortado en el video, en el que la cámara pasa a través de un conjunto de cortinas sobre la transición a la porción de abajo de la máquina, de acuerdo con uno de los diseñadores de máquinas, Héctor Álvarez. Tanto Tim Nordwind, el bajista de la banda, y Adam Sadowsky, presidente de Syyn Labs, dijo que si bien la máquina trabajó en su totalidad 3 veces y sin cortes necesarios, se tomó la decisión de editar la parte final. También hubo un segundo corte, en el que se puede notar un piano caer contra el suelo para accionar una palanca. Mientras la cámara pasa detrás de unas varillas, se puede apreciar la deformación y posición de caída del piano respecto a la primera vez.